# إدوارد دوناهو
إدوارد دوناهو (بالإنجليزية: Edward Donahue)‏ هو مدرب كرة سلة أمريكي، ولد في 1891، وتوفي في 29 أكتوبر 1961 في بوسطن في الولايات المتحدة.

## وصلات خارجية
- إدوارد دوناهو على موقعبيزبول رفرنس.كوم (الدوري الثانوي) (الإنجليزية)